# Voo China Airlines 642
O voo 642 da China Airlines era um voo que partia de Bangkok (Aeroporto Internacional de Bangkok, agora denominado Aeroporto Internacional de Don Mueang para o Aeroporto Internacional Chiang Kai-shek em Taipei, com escala em Hong Kong e que se acidentou ao pousar no aeroporto de Hong Kong.
O avião era um McDonnell Douglas MD-11 operado pela Mandarin Airlines, subsidiária da China Airlines. Enquanto pousava durante um tufão, o avião tocou o chão com muita força, capotou e pegou fogo. Incrivelmente, das 315 pessoas a bordo, 312 sobreviveram e 3 foram mortos.

## Acidente
Por volta das 18h43 (hora local) de 22 de agosto de 1999, o MD-11 de prefixo B-150 fazia sua aproximação final para a pista 25L, no momento em que o tufão Sam estava a 50 km à nordeste do aeroporto. O avião descia pela glideslope até 700 pés, quando a tripulação avistou a pista. Eles então desligaram o piloto automático, mas deixaram o autotrottle ligado. Durante a aproximação, a razão de descida não foi mantida e o avião pousou com a asa direita ligeiramente abaixada. O trem de pouso direito tocou o chão primeiro, o motor 3 (motor na asa direita) bateu no solo e asa direita se partiu da fuselagem. Como a asa esquerda ainda estava presa à fuselagem, ela fez com que o avião rolasse para a direita até ficar de cabeça para baixo. E assim o avião deslizou pela pista até parar em um gramado à 1100 metros da cabeceira da pista. O combustível derramado pegou fogo e causou danos consideráveis na traseira da aeronave, mas foi rapidamente extinto pela forte chuva e pela rápida atuação das equipes de resgate. A asa direita foi encontrada em uma taxiway a 90 metros da cabeceira da pista. 3 dos 300 passageiros morreram e todos os 15 tripulantes sobreviveram.

## Investigação
O relatório final do acidente acusou principalmente erro do piloto; especificamente a incapacidade para deter a alta razão de descida na aproximação. A razão de descida no momento do toque com o solo era de 18-20 pés por segundo.
Devido às condições climáticas severas previstas para Hong Kong, a tripulação tinha se preparado para desviar o voo para Taipei, se a situação em Hong Kong fosse considerada inadequada para o pouso. Combustível extra foi adicionado para esta possibilidade, resultando em um peso de pouso de  429.557 libras, o que é  443 libras abaixo do seu peso máximo de pouso de 430,000 libras. Com base na informação do tempo e do vento que foi passada para a equipe de Hong Kong durante o voo, eles acreditaram que poderiam pousar lá e decidiram cancelar o desvio para Taipei. No entanto, quatro voos mais cedo já haviam falhado em suas aproximações e outros 5 haviam desviado.
Várias sugestões foram dadas ao sistema de treinamento da China Airlines.

## Informações
O acidente foi filmado por ocupantes de um carro próximo ao local. O vídeo pode ser encontrado em sites como o Youtube e Airdisaster.com.
O voo 642 continua a ser operado até hoje, mas não mais partindo de Bangkok, fazendo apenas a rota Hong Kong-Taipei. Bangkok-Hong Kong parou de ser operada em 31 de outubro de 2010. O voo é realizado em um Boeing 747-400.